# Ranunculus wallichianus
Ranunculus wallichianus är en ranunkelväxtart som beskrevs av Robert Wight och Arn.. Ranunculus wallichianus ingår i släktet ranunkler, och familjen ranunkelväxter. Inga underarter finns listade i Catalogue of Life.